# Coua front-rogenc
El coua front-rogenc (Coua reynaudii) és una espècie d'ocell de la família dels cucúlids (Cuculidae) que habita la selva humida de Madagascar. Va ser descrit per Jacques Pucheran (1817-1895) el 1845.

## Descripció
Adult, fa uns 38-40 cm de llarg, incloses les plomes de control. La caputxa i la zona del front és de color marró vermellós, que li dona nom. La resta del plomatge és de color verd fosc a oliva a la part superior, les plomes de control brillen de color blau fosc. El costat ventral és gris. L'anell orbital és blau amb una vora negra. No hi ha dimorfisme sexual.

## Distribució
Té una distribució molt gran i, per tant, es pot classificar en la categoria risc mínim a la Llista Vermella de la UICN. La població disminueix, però el 2018 la UICN no veia cap risc d'extinció.